# Pardosa zorimorpha
Pardosa zorimorpha este o specie de păianjeni din genul Pardosa, familia Lycosidae. A fost descrisă pentru prima dată de Strand, 1907.
Este endemică în Madagascar. Conform Catalogue of Life specia Pardosa zorimorpha nu are subspecii cunoscute.